# Yes Sir, I Can Boogie
"Yes Sir, I Can Boogie" is de debuutsingle van het Spaanse duo Baccara uit 1977.

## Achtergrond
Het nummer is geschreven door Frank Dostal en Rolf Soja en geproduceerd door Soja. Baccara bestond uit de Spaanse flamenco-danseressen Mayte Mateos en Maria Mendiola. Bij een dansoptreden op Fuerteventura werden ze ontdekt door een platenbaas van RCA Records, wat leidde tot een platencontract.
Het nummer werd een gigantische zomerhit in Europa. In België, Denemarken, Finland, Ierland, Nederland, Noorwegen, het Verenigd Koninkrijk, West-Duitsland, Zweden en Zwitserland bereikte het nummer de eerste plaats in de hitlijsten. In thuisland Spanje bleef het op de tweede plek steken. 
Volgens sommige bronnen is de single rond de 18 miljoen keer verkocht, hetgeen het een van de succesvolste singles aller tijden zou maken.
Na het succes van deze single werd een album, ook "Baccara" genaamd, opgenomen. Op dit album staat zowel "Yes Sir, I Can Boogie" als de tweede single van de groep, "Sorry, I'm a Lady", die ook in meerdere Europese landen de nummer 1-positie haalde. In 1978 deed de groep namens Luxemburg mee aan het Eurovisiesongfestival. Daarna bracht Baccara nog wel enkele singles en albums uit, maar het succes van de debuutsingle werd niet meer gehaald.

## Hitnoteringen

### Nederlandse Top 40
| Hitnotering: 25-06-1977 t/m 17-09-1977 | Hitnotering: 25-06-1977 t/m 17-09-1977 | Hitnotering: 25-06-1977 t/m 17-09-1977 | Hitnotering: 25-06-1977 t/m 17-09-1977 | Hitnotering: 25-06-1977 t/m 17-09-1977 | Hitnotering: 25-06-1977 t/m 17-09-1977 | Hitnotering: 25-06-1977 t/m 17-09-1977 | Hitnotering: 25-06-1977 t/m 17-09-1977 | Hitnotering: 25-06-1977 t/m 17-09-1977 | Hitnotering: 25-06-1977 t/m 17-09-1977 | Hitnotering: 25-06-1977 t/m 17-09-1977 | Hitnotering: 25-06-1977 t/m 17-09-1977 | Hitnotering: 25-06-1977 t/m 17-09-1977 | Hitnotering: 25-06-1977 t/m 17-09-1977 | Hitnotering: 25-06-1977 t/m 17-09-1977 |
| Week                                   | 1                                      | 2                                      | 3                                      | 4                                      | 5                                      | 6                                      | 7                                      | 8                                      | 9                                      | 10                                     | 11                                     | 12                                     | 13                                     |                                        |
| -------------------------------------- | -------------------------------------- | -------------------------------------- | -------------------------------------- | -------------------------------------- | -------------------------------------- | -------------------------------------- | -------------------------------------- | -------------------------------------- | -------------------------------------- | -------------------------------------- | -------------------------------------- | -------------------------------------- | -------------------------------------- | -------------------------------------- |
| Nummer                                 | 27                                     | 11                                     | 5                                      | 2                                      | 1                                      | 1                                      | 1                                      | 2                                      | 2                                      | 8                                      | 16                                     | 34                                     | 39                                     | uit                                    |

### Nationale Hitparade
| Hitnotering: 02-07-1977 t/m 03-09-1977 | Hitnotering: 02-07-1977 t/m 03-09-1977 | Hitnotering: 02-07-1977 t/m 03-09-1977 | Hitnotering: 02-07-1977 t/m 03-09-1977 | Hitnotering: 02-07-1977 t/m 03-09-1977 | Hitnotering: 02-07-1977 t/m 03-09-1977 | Hitnotering: 02-07-1977 t/m 03-09-1977 | Hitnotering: 02-07-1977 t/m 03-09-1977 | Hitnotering: 02-07-1977 t/m 03-09-1977 | Hitnotering: 02-07-1977 t/m 03-09-1977 | Hitnotering: 02-07-1977 t/m 03-09-1977 | Hitnotering: 02-07-1977 t/m 03-09-1977 |
| Week                                   | 1                                      | 2                                      | 3                                      | 4                                      | 5                                      | 6                                      | 7                                      | 8                                      | 9                                      | 10                                     |                                        |
| -------------------------------------- | -------------------------------------- | -------------------------------------- | -------------------------------------- | -------------------------------------- | -------------------------------------- | -------------------------------------- | -------------------------------------- | -------------------------------------- | -------------------------------------- | -------------------------------------- | -------------------------------------- |
| Nummer                                 | 13                                     | 5                                      | 2                                      | 1                                      | 1                                      | 1                                      | 2                                      | 3                                      | 7                                      | 14                                     | uit                                    |

### NPO Radio 2 Top 2000
| Nummer met noteringen in de NPO Radio 2 Top 2000 | '99  | '00 | '01  | '02  | '03  | '04  | '05  | '06 | '07  | '08  |
| ------------------------------------------------ | ---- | --- | ---- | ---- | ---- | ---- | ---- | --- | ---- | ---- |
| Yes Sir, I Can Boogie                            | 1145 | 743 | 1235 | 1413 | 1572 | 1417 | 1881 | -   | 1795 | 1861 |

1. ↑  Een '-' betekent dat het nummer niet was genoteerd en een vetgedrukt getal geeft de hoogste notering aan.
2. ↑  Deze tabel is bijgewerkt tot en met de laatste editie (2024).